# Du rire aux larmes
Du rire aux larmes jest to pierwszy album francuskiej grupy hip-hopowej Sniper. Wydany został przez wytwórnie Dash Musique.

## Lista utworów
1. "Intro" – (1:32)
2. "Sniper processus" – (4:18)
3. "Pris pour cible" – (4:04)
4. "Faut de tout pour faire un monde" – (4:48)
5. "Intro Le crew est de sortie" – (0:29)
6. "Le crew est de sortie" – (4:31)
7. "Intro Tribal poursuite" – (0:41)
8. "Tribal poursuite" – (4:41)
9. "La France" – (6:18)
10. "Intro Du rire aux larmes" – (1:04)
11. "Du rire aux larmes" – (5:01)
12. "Aketo vs Tunisiano" – (4:04)
13. "La sentence" – (4:01)
14. "Quand on te dit" featuring J-Mi Sissoko - (3:56)
15. "Aketo solo" – (4:15)
16. "Fait divers" – (5:01)
17. "La rumba" – (4:19)
18. "On s'en sort bien" – (4:05)